# Guyot (berg)

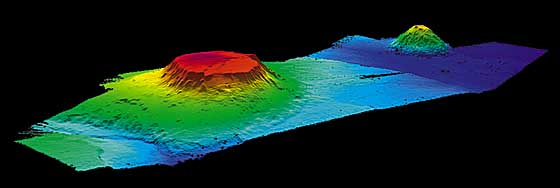
De Bear Seamount, is een guyot voor de kust van New England

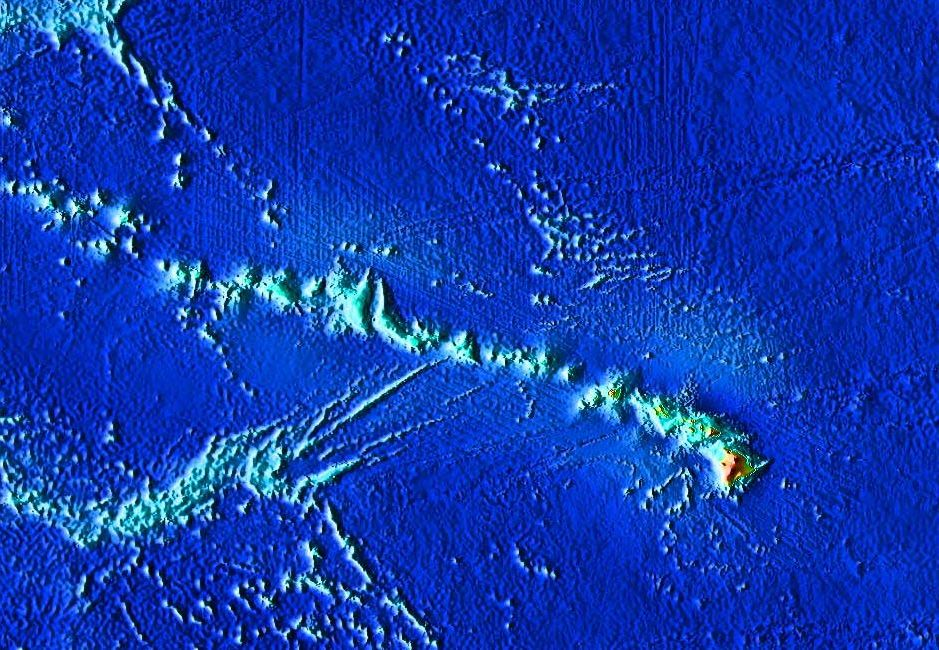
Reliëfkaart van de Grote Oceaan rond Hawaï. De vulkanische hotspot bevindt zich onder het grootste, meest rechtse (oostelijke) eiland (Hawaï. Naar het westen toe worden de vulkanische eilanden steeds ouder en gaan geleidelijk over in guyots.

Een guyot is een afgeplatte berg (seamount) op de bodem van een oceaan. Guyots zijn oude, inactieve vulkanen, die soms vroeger als eilanden boven water uitstaken. De platte top van de guyot kan een diameter hebben van meer dan 10 kilometer.
De vulkanische eilanden waaruit guyots ontstaan, kunnen op twee manieren gevormd worden.
- Door vulkanisme bij een mid-oceanische rug. Door de beweging van tektonische platen zullen de vulkanen zich met de omringende plaat langzaam van de rug af bewegen, waarbij ze steeds dieper onder water komen te liggen.
- Door hotspot vulkanisme, waarna de vulkaan geleidelijk door erosie onder water verdwijnt. Het bekendste voorbeeld is de Hawaï-Emperorketen in de Grote Oceaan, die onder andere de eilanden van Hawaï bevatten.

Guyots werden ontdekt nadat, voor en tijdens de Tweede Wereldoorlog, het reliëf van de oceaanbodem met sonar in kaart was gebracht. De eerste die de platte heuvels opmerkte was de Amerikaanse geoloog Harry Hess, die ze de naam "guyot" gaf, naar de 19e-eeuwse geograaf Arnold Henry Guyot.
Door het bemonsteren van de zeebodem ontdekte men dat veel guyots geleidelijk steeds dieper waren komen te liggen. Een guyot is een van de stadia die een vulkaan in de oceaan kan doorlopen: van een vulkanisch eiland met riffen, via een koraalatol tot uiteindelijk een afgevlakte berg die volledig onder de zeespiegel ligt. Door erosie door de werking van de golven worden de guyots afgeplat. Erosie alleen kon echter nooit verantwoordelijk zijn voor de enorme diepten van sommige guyots in de Atlantische Oceaan. Dit was een van de argumenten waarop Hess later de theorie van platentektoniek zou baseren.